# Jesús Santos
Jesús Santos Gimeno (Madrid, 20 de octubre de 1981-Alcorcón, 23 de marzo de 2025) fue un político español de Ganar Alcorcón. Desde 2020 hasta 2023 presidió Podemos en la Comunidad de Madrid. Desde junio de 2019 hasta su retirada en septiembre de 2024 para afrontar su tratamiento contra el cáncer, fue teniente de alcalde en Alcorcón y presidente de ESMASA, la empresa municipal de gestión de residuos, en la que previamente había estado dieciséis años trabajando como conductor del camión de la basura.

## Biografía

### Primeros años, sindicalismo y fundación de Ganar Alcorcón
Nacido el 20 de octubre de 1981 en Madrid, vivió hasta los 10 años en Fuenlabrada y pasó su adolescencia en Alcorcón, donde comenzó a participar en movimientos sociales de carácter antirracista y antifascista.
Empezó a trabajar a los 16 años como camarero y en el sector de la construcción, hasta que a los 22 entró como barrendero en la empresa pública ESMASA, que llegó a presidir. Dos años más tarde, en 2005, obtuvo plaza fija por oposición y fundó la sección sindical de CGT en la empresa. Bajo estas siglas ganó el Comité de Empresa, del que fue presidente. 
En el año 2014 lideró una huelga de 16 días convocada en contra de la intención del gobierno municipal del Partido Popular de privatizar varios servicios que ofrecía ESMASA. Si bien se lograron condiciones favorables para su gremio, muchos otros servicios de ESMASA que apoyaron la huelga vieron empeoradas su condiciones y relegados a un segundo plano.
Fue cabeza de lista por Ganar Alcorcón  en las elecciones municipales de 2015 en Alcorcón, un proyecto de Candidatura de Unidad Popular entre Podemos, IU-PCE y movimientos sociales, que finalmente se presentó formada únicamente por Izquierda Unida y PCE, sin el apoyo del resto de agentes. Ganar Alcorcón quedó en tercera posición consiguiendo 5 escaños. Su formación criticó duramente la gestión municipal de residuos, llegando a afirmar que Alcorcón se había convertido en una "ciudad-basurero". Para solucionarlo, Jesús Santos presentó un Plan de choque de limpieza "barrio a barrio" de carácter participativo que vio la luz en 2020 tras el cambio de gobierno y que en abril de 2021 comenzó su segunda fase.
Su militancia en Podemos comenzó en 2016, momento en el que entró a formar parte de la ejecutiva autonómica del partido, tras la dimisión del anterior secretario. En Alcorcón, una Comisión Gestora del partido, impulsada por Jesús Santos, destituyó a los cargos orgánicos elegidos en primarias para hacerse con el control.

### 2019-2023: teniente de alcalde de Alcorcón, cambio en la limpieza y diputado en la Asamblea de Madrid
En las elecciones de mayo de 2019 Santos se presentó como cabeza de lista de la coalición Unidas Podemos Ganar Alcorcón, obteniendo el 17,71% de los votos y 5 concejales. Es entonces cuando se produce una coalición de gobierno entre Unidas Podemos Ganar Alcorcón y el PSOE en base a un acuerdo de 36 puntos para garantizar el rumbo progresista y municipalista del nuevo ejecutivo.
Además de teniente de alcalde y concejal de Servicios a la Ciudad, Santos es nombrado presidente de ESMASA. Durante su primer año de gestión, la empresa pasó de estar al borde de la disolución por no estar inscrita en el registro mercantil a comenzar a dar beneficios. Cuestión que llegó a ser destacada como ejemplo de gestión por el vicepresidente segundo del Gobierno, Pablo Iglesias.
El 2 de octubre de 2019, gracias a un pacto con la alcaldesa de Getafe, la socialista Sara Hernández, Jesús Santos se convierte en vicepresidente de la Mancomunidad del Sur, la tercera mancomunidad de municipios más grande de España y que coordina la gestión de residuos de más de 70 municipios.
En junio de 2020 dio el salto a la política autonómica al ser elegido coordinador general de Podemos en la Comunidad de Madrid, candidatura con la que obtuvo el 100% de los votos emitidos.
Tras la convocatoria de elecciones en la Comunidad de Madrid en 2021, Santos formó parte de las listas de Unidas Podemos y fue elegido como diputado autonómico de la Asamblea. Centró su acción parlamentaria en temáticas como la gestión autonómica de los residuos, el cambio de modelo energética, la realidad de los municipios y los problemas de Alcorcón, municipio en el que ejerce funciones de Gobierno.

### Desde 2023: revalidación del Gobierno municipal
En diciembre de 2022, Jesús Santos anunció que volvería a presentarse como candidato a la alcaldía de Alcorcón y lo haría bajo la marca de Ganar Alcorcón. Durante la campaña electoral centrará sus propuestas en la cuestión de la vivienda, la industrialización sostenible del municipio o el avance hacia la soberanía energética local, entre otras cuestiones. La vicepresidenta del Gobierno, Yolanda Díaz, respaldaría a Santos durante la campaña electoral.
En mayo de 2023, la candidatura municipalista obtendría un 15,69% de los votos y 4 concejales, siendo uno de los resultados que mejor resistieron a la pronunciada caída electoral de esas elecciones municipales y autonómicas del que había sido definido en el pasado como "espacio del cambio". Con estos resultados se revalidó el Gobierno municipal ahora en forma de tripartito. A partir del nuevo acuerdo de Gobierno, Jesús Santos continuó siendo Teniente de Alcalde y Presidente de ESMASA, pero también sumó nuevas funciones como Concejal de Servicios a la Ciudad, Desarrollo Económico e Inversiones
En diciembre de 2023 Santos abandonó sus cargos en Podemos tras mostrar su desacuerdo con la ruptura de su partido con Sumar. Y siguió con la formación municipalista Ganar Alcarcón. Ha apoyado a diferentes coaliciones. En Alcorcón apoyó la candidatura Ganar Alcorcón. En el resto de España, apoyó a Podemos hasta 2023 y a Sumar (coalición) desde 2024. Fuera de España, apoyó a las diferentes candidaturas integradas en Grupo Confederal de la Izquierda Unitaria Europea/Izquierda Verde Nórdica o Partido de la Izquierda Europea.
En setiembre de 2024, anunció que tenía cáncer. Dejó sus cargos de segundo teniente alcalde y de portavoz de Ganar Alcarcón. Falleció el domingo 23 de marzo de 2025, a los 43 años, dejando 3 descendientes menores. 